# Trigonometopus alboapicalis
Trigonometopus alboapicalis är en tvåvingeart som beskrevs av Shatalkin 1997. Trigonometopus alboapicalis ingår i släktet Trigonometopus och familjen lövflugor. Inga underarter finns listade i Catalogue of Life.